# Hey You, Pikachu!
Hey You, Pikachu! (ピカチュウげんきでちゅう, Pikachū Genki dechū) est un jeu vidéo de simulation de vie sorti le 12 décembre 1998 au Japon et le 6 novembre 2000 en Amérique du Nord sur Nintendo 64.
Ce jeu et Densha de Go! 64 sont les seuls à utiliser le microphone de la Nintendo 64.

## Système de jeu
Hey You, Pikachu! est un jeu de simulation de vie dans lequel le joueur doit élever son Pikachu dans un univers en trois dimensions. Le jeu se contrôle à la manette et par le biais d'un microphone dédié, le VRU (Voice Recognition Unit), qui reconnaît environ 200 mots prononcés par le joueur en japonais (dans sa version nippone) et en anglais (pour la mouture américaine).

## Accueil
En 1999, le jeu s'est vendu à plus de 600 000 exemplaires au Japon.

## Postérité
Une suite spirituelle nommée Pokémon Channel, qui n'utilise pas de microphone comme accessoire, sort sur GameCube en 2003.